# فرنسيسكو غونزاليس (مبارز بالسيف)
فرنسيسكو غونزاليس (بالإسبانية: Francisco González)‏ هو مبارز بالسيف إسباني، (و. 1893  م).

## وصلات خارجية
- فرنسيسكو غونزاليس على موقع أوليمبيديا (الإنجليزية)